# Лох-Аллен
Лох-А́ллен (англ. Lough Allen, ирл. Loch Aillionn) — озеро, расположенное в Ирландии на реке Шаннон. По большей части расположено в графстве Лейтрим, в остальной части — в графстве Роскоммон. Рядом с озером проходят дороги R200, R207 и R280.
Озеро находится на высоте 50 м над уровнем моря, имеет площадь в 35 км², максимальную глубину в 31 метр и среднюю — в 4-5 метров.
Местность известна как богатый источник природного газа.